# Veronica Nieuwsradio
Veronica Nieuwsradio is een voormalig actualiteitenprogramma van de Veronica Omroep Organisatie, op de nieuws- en actualiteitenzender Radio 1. Het programma heeft bestaan op de publieke radiozender vanaf 1 december 1985 tot en met 31 augustus 1995 en als zelfstandig commercieel bedrijf en radiostation van 1995 tot 1996.

## Ontstaan van VNR
Veronica had bij het toelaten tot het publieke bestel in 1976 de verplichting opgelegd gekregen om een totaalprogramma te verzorgen. Dit hield in dat een vooraf bepaald percentage van de zendtijd besteed moest worden aan actualiteiten, cultuur en verstrooiing. In het prille begin van Veronica als publieke omroep, waarin men maar drie uur radiozendtijd en een uur televisiezendtijd per week had, werd het informatieve blok samengevoegd in het programma Veronica Totaal. In dit blok, dat Veronica Info werd genoemd kwamen in het kort actualiteiten aan bod.
In het begin bestond het informatieve programma slechts uit een stelling die werd voorgelezen door de presentator, waarna de luisteraars telefonisch konden reageren. Dit programmaonderdeel, de Foon-In werd later de basis voor wat uiteindelijk vanaf 1 december 1985 Veronica Nieuwsradio zou worden. Per die datum kreeg Veronica wegens het behalen van de A-status zendtijduitbreiding op radio en televisie en had sinds haar toelating in het publieke bestel, al regelmatig gezorgd voor primeurs op het gebied van radiomaken. Voor de komst van Veronica Nieuws Radio verzorgden de bestaande omroepen actualiteitenprogramma's die veelal bestonden uit zeer langdradige interviews en reportages. Veronica introduceerde een nieuwe aanpak van nieuwsradio, die bestond uit korte en oppervlakkige nieuwsitems. Vanaf twee uur 's middags waren de eerste drie uren gereserveerd voor de achtergronden bij het nieuws afgewisseld met muziek, met presentatoren zoals Jaap van Meekren, Simone Wiegel en Koos Postema. Op de halve uren werd er een eigen nieuwsoverzicht uitgezonden. Na deze drie uren was het tijd voor "De wereld in een half uur", waarin op snelle wijze het nieuws werd voorgelezen met op de achtergrond het geluid van een telex. Dit onderdeel kwam vier keer achterelkaar en werd op de hele uren gescheiden door STER-reclame en nieuws van het ANP en om half zes eveneens door het ANP-nieuws. De presentatoren van dit onderdeel waren onder anderen Jan de Hoop, Loretta Schrijver, Martin Volder, Rob Hessing en Rob Trip. Zij verzorgden ook het nieuwsoverzicht in de eerste drie uren. De luisteraars konden nog steeds reageren via de Foon-In.

## VNR na het publieke tijdperk
Toen Veronica op 1 september 1995 het publieke omroepbestel verliet, werd ook Veronica Nieuwsradio meegenomen naar het nieuwe commerciële bedrijf. De publieke omroepen, die tot dan ieder een eigen actualiteitenprogramma verzorgden, gingen samenwerken in het NOS Radio 1 Journaal, en gebruikten hiervoor min of meer hetzelfde format dat Veronica Nieuwsradio gebruikte als publieke omroep. Omdat men bij de Holland Media Groep van mening was dat VNR niet aantrekkelijk was voor adverteerders, en men slechts Hitradio Veronica en televisie rendabel genoeg achtte, was de Vereniging Veronica genoodzaakt om een partner te zoeken voor VNR. Deze partner werd gevonden in de persoon van Maarten van den Biggelaar, eigenaar van Quote. Quote liep al langer met het idee rond om een eigen nieuws- en actualiteitenzender te starten, en had hiervoor reeds de middengolffrequentie 1395 gekocht, maar beschikte niet over de noodzakelijke uitzendfaciliteiten. Doordat Veronica in haar pand aan het Laapersveld beschikte over de benodigde studiofaciliteiten en beschikte over de kennis en ervaring om een nieuwsprogramma te kunnen verzorgen, kwam het tot een samenwerking tussen Veronica en Quote.

## Start en ondergang van VNR
Na een aantal aanpassingen in de studioinfrastructuur, waaronder het volledig digitaal maken van de studio, begon VNR met het 24 uur per dag uitzenden van Veronica Nieuwsradio.
Echter kort na de start kwamen ook de eerste financiële problemen aan het licht. Doordat mede aandeelhouder, Quote, niet voldeed aan haar financiële verplichtingen, werden alle gaten opgevuld door de Vereniging Veronica. Uiteindelijk gaf de Vereniging Veronica negen miljoen gulden uit om VNR in de lucht te kunnen houden. Omdat verder investeren niet meer was te verantwoorden, en inmiddels ook andere schuldeisers bij VNR aan de bel trokken, werd besloten om voor VNR het faillissement aan te vragen. Na onderzoek door de curator kwam aan het licht dat door Veronica zeer grote geldbedragen waren geïnvesteerd in VNR, maar dat Veronica in het faillissement niets viel te verwijten omdat deze telkens weer garant stond voor het dichten van de financiële gaten die Quote had veroorzaakt. Men was bij Veronica zo teleurgesteld in de afloop van VNR, dat men zelfs geen heil meer zag in een doorstart.
De frequentie van VNR werd door de curator verkocht aan de Manaus Group, die de zender TalkRadio oprichtte, waar vele medewerkers van VNR konden gaan werken. Sommigen medewerkers keerden terug naar de publieke omroep of kregen een andere functie in de media. Op 21 september 1998 ging TalkRadio verder als Business Nieuws 1395 AM. Deze zender had ongeveer hetzelfde format als VNR, maar door de kleinschaligheid van de zender, werd BNR wel winstgevend.